# Yudai Tanaka (fotbollsspelare född 1995)
Yudai Tanaka (田中 雄大 Tanaka Yudai?), född 17 november 1995 i Miyagi prefektur, är en japansk fotbollsspelare.
Tanaka började sin karriär 2018 i SC Sagamihara. Han spelade 52 ligamatcher för klubben. 2020 flyttade han till Blaublitz Akita.